# Gspace
GSpace era un'estensione di Firefox che consentiva di utilizzare come disco virtuale lo spazio di archiviazione delle email di Google. Con alcune differenze da Gmail Drive essendo una estensione limitata a Firefox.